# Tomoko Matsunaga
Pour les articles homonymes, voir Matsunaga.
Tomoko Matsunaga (松永 知子, Matsunaga Tomoko), née le 10 août 1971, est une joueuse internationale de football japonaise.

## Biographie
Le 1er juin 1988, Tomoko Matsunaga fait ses débuts avec l'équipe nationale japonaise lors du Tournoi international féminin de football 1988, contre les États-Unis. Elle compte treize sélections en équipe nationale du Japon de 1988 à 1991.

## Statistiques
| Équipe du Japon | Équipe du Japon | Équipe du Japon |
| Année           | Matchs          | Buts            |
| --------------- | --------------- | --------------- |
| 1988            | 2               | 0               |
| 1989            | 4               | 0               |
| 1990            | 2               | 0               |
| 1991            | 5               | 0               |
| Total           | 13              | 0               |

## Palmarès
- Finaliste de la Coupe d'Asie 1991
- Troisième de la Coupe d'Asie 1989